# Якутский городовой казачий пеший полк
Якутский городовой казачий пеший полк — историческое казачье формирование на территории северо-восточной части России.
Старшинство по состоянию на 1914 год не установлено.

## Предыстория. Якутские казаки
В Якутской области казаки впервые обосновались во время похода Енисейских казаков под началом сотника Бекетова в 1631—1632 годах. Во время этого же похода был основан и Якутский острог, ставший штабом якутского казачьего полка на всём протяжении его существования. В 1635 году царь Михаил Фёдорович велит именовать служилых Ленского острога “Якуцкими казаками”.
В период 1631—1641 годов будущую территорию Якутского казачьего полка осваивают Мангазейские и Енисейские казаки, основывая там остроги Олёкминск, Жиганск, Верхоянск, Вилюйск, Зашиверск и прочие и поселяясь в них.
В 1641 году в Якутском остроге было учреждено воеводство и казаки, оказавшиеся на территории этого воеводства, названы Якутскими городовыми казаками. Вскоре, уже якутскими казаками, в 1640-х годах были основаны первые остроги по побережью Охотского моря — Охотск, Ола, Тауйск и другие. В 1643—1646 годах голова Поярков предпринял поход в Даурскую землю, сплавился по Амуру и через Охотское море вернулся в Якутию. 
Одновременно основывались и поселения по Индигирке и Колыме — Среднеколымск, Верхнеколымск, Нижнеколымск и другие.
В 1649 году Дежнёвым был основан Анадырский острог, надолго ставший самым восточным российским поселением и послуживший началом Чукотских войн.
В 1679 году был основан Удский острог, после Нерчинского договора надолго ставший приграничным городом, и бывший самым южным поселением, казачье население которого входило в состав Якутского казачьего полка.
В 1699 году якутские казаки основали первые казачьи поселения на Камчатке, в 1802 году выделенные в самостоятельную Камчатскую казачью часть.
В 1701 году царём Петром I Якутским городовым казакам был установлен штат и даровано знамя (судьба знамени не установлена). Первым казачьим головою был В. Атласов, возведенный в это звание в Москве в феврале 1701 г. за свои подвиги в Камчатке. В некоторых источниках указывается, что в 1701 году из Якутских казаков была сформирована Якутская казачья команда, в других — Якутский казачий полк, с 1767 года часть указывается только как Якутская казачья команда.
После гибели Д. И. Павлуцкого и уничтожения к 1771 году Анадырского острога начинается постепенный упадок Якутских казаков. Выведенные из Анадырского острога казаки поселены в Гижигинске и Походске. По непонятным причинам в 1822 году Походские казаки в состав Якутского казачьего полка не вошли, были именованы станичными и расказачены в 1876 году с принудительным переводом в мещанское сословие.
В 1802 году произошло разделение сибирских городовых казаков на отдельные городовые казачьи команды. Из них в Якутской области упомянуты Якутская, Олёкминская и Охотская казачьи команды. К 1822 году существовали также Гижигинская (Ижигинская), Вилюйская и Колымская казачьи команды.

## Камчатский гарнизонный батальон
Гарнизонный батальон полковника А. А. Сомова (с 1799 года — генерал-майор) был сформирован 3 октября 1798 года из 2-го батальона Иркутского гарнизонного полка генерал-лейтенанта Леццано и был переведён на Камчатку, в 1801 году назван Камчатским гарнизонным батальоном, 9 апреля 1812 года был расформирован. Часть нижних чинов батальона была зачислена в Камчатскую и Гижигинскую казачьи команды (вошла в 1822 году в состав Якутского городового казачьего полка).
22 июля 1822 года большинство казаков, населявших тогда Якутскую область (тогда включала и Охотское побережье) были включены в состав нового Якутского городового казачьего полка, меньшинство (Походские казаки) было перечислено в станичные казаки.

## История Якутского городового казачьего полка
Сформирован 22 июля 1822 года из городовых казачьих команд расположенных в Якутской области (тогда включала и Охотское побережье) как Якутский конный городовой казачий полк в составе пяти сотен, с подчинением Гражданскому ведомству. Штат полка включал полкового атамана, 5 сотников, 5 хорунжих, 18 пятидесятников, 28 младших урядников, 7 писарей, 7 мастеровых и 500 казаков. Полк включал Якутскую, Охотскую и Гижигинскую команды.
21 июля 1836 года переформирован в пеший и назван Якутский городовой пеший казачий полк. В 1843 году часть казаков поселена в новом Аянском порту.
В 1850 году в связи с ликвидацией Охотского порта часть казаков, расселённых по Охотскому побережью перечислена в состав Камчатской конной городовой казачьей команды и переселена в Петропавловский порт.
В 1856—1858 годах часть казаков была переселена в низовья Амура и зачислена в состав Уссурийского казачьего войска.

Карта земель Забайкальского казачьего войска, и отдельных Иркутского и Енисейского конных полков и Якутского пешего городового казачьего полка в Восточной Сибири в 1858 году.

С введением в действие положений Свода военных постановлений 1869 года (ч. 1, кн. 2, ст. 6301 и 6302) полк стал считаться армейской воинской частью, но продолжал находиться в подчинении МВД России.
В 1896 году казаки, населявшие Удский острог и Чумикан, отделены от полка и образовали отдельную Удскую казачью команду. Более не входя ни в какое из казачьих войск, Удская казачья команда стала самой малочисленной самостоятельной казачьей частью.
На протяжении всего времени существования Якутский казачий полк была распределён по разным населённым пунктам Якутской области, Чукотки и Охотского побережья. 2 сотни и штаб числились стоящими в Якутске, остальные три сотни распределялись отдельными поселенными командами — в Олёкминске, Вилюйске, Аяне, Охотске, Оле, Верхоянске, Нижнеколымске, Среднеколымске, Гижигинске и других местах.
Как расположенному в отдалённой местности, в обязанностях полка было совмещение воинской (караульной) и полицейской службы — сопровождение торговых караванов, почты и чиновников в отдалённые селения, надзор на золотых приисках, конвоирование ссыльнопоселенцев и так далее.
Существование и комплектование полка вплоть до 1917 года было основано на положении о городовых казаках Сибири 1822 года. Служба для казачьего сословия была обязательной и по возрасту не имела временных ограничений, переход в другое сословие или перевод в другое казачье войско до 1913 года был запрещён. Командир полка одновременно являлся и наказным атаманом, заведовавшим гражданским казачьим населением.
Удалённость расположения части, разбросанность её и с 1869 года двойственная принадлежность одновременно Военному ведомству и МВД не способствовало боевому значению части: Военное министерство — не посчитало нужным вооружать за свой счёт часть, прикомандированную к МВД, а само МВД — не считало нужным за свой счёт проводить воинские учения, полагая, что для выполнения полицейских задач это ни к чему.
Как итог — в XX век полк вступил вооружённый гладкоствольным оружием времён Николая I и не имея ни малейшего представления об армейской выучке, хотя формально продолжал числиться в составе пехотных частей.
В 1913 году в честь 300-летия дома Романовых казакам Якутского городового полка было дозволено право выходить из казачьего сословия.
В 1914—1917 годах полк нёс службу в Якутской области и по Охотскому побережью, в боевых действиях участия не принимал.
Весной 1920 года полк официально упразднён приказом по Красной Армии.

## Боевые кампании
Единственной боевой компанией Якутского городового казачьего полка был эпизод с демонстрационными десантами Японского флота в ряде пунктов Охотского побережья в 1905 году:

Япония. Катаока доносит, что отряд миноносцев, отправленный в Охотск, 1-го августа захватил вышедшее из употребления оружие и военные припасы в порту Аян, а 3-го августа захватил в Охотске 58 старых ружей и военные припасы— Русское слово, 13 августа 1905 года

## Командиры полка
- 31 декабря 1825 г. — август 1832 г. — атаман XI класса Нарицин, Алексей Иванович [4]
- август 1832 г. — 24 ноября 1840 г. — атаман (август 1832 г. — 31 октября 1832 г. — управляющий полком) Чокуров, Николай Васильевич [4]
- 24 ноября 1840 г. — 19 августа 1844 г. — атаман Бродников, Засим Порфентьевич [4]
- 19 июля 1844 г. — 21 июня 1845 г. и 2 сентября 1846 г. — 24 декабря 1846 г. — управляющий полком Олесов, Иннокентий Никитич [4]
- 24 июня 1845 г. — сентябрь 1846 г. и декабрь 1846 г. — 6 июля 1850 г. — управляющий полком, сотник XII класса; в 1863 и 1867 годах — атаман IX класса Киренский, Кесарий Рафаилович [5]
- 15 октября 1872 г. — 31 декабря 1888 г. — атаман IX класса Шахурдин, Козьма Григорьевич [6]
- июнь 1855 г. — управляющий полком; 21 июля 1887 г. — 12 июня 1895 г. — атаман IX класса (до 1891 года — сотник IX класса) Шамаев, Николай Фёдорович [7]
- февраль 1898 г. — 13 января 1906 г. — атаман IX класса Шахурдин, Александр Семёнович [8]
- 13 января 1906 г. — 1918 г. — атаман IX класса Казанцев, Александр Иванович [9]

## Участие казаков Якутского городового казачьего полка в географических экспедициях
В 1822—1824 годах чины Якутского городового казачьего полка участвовали в полярной экспедиции Ф. П. Врангеля.
Урядник якутского полка  Степан Расторгуев принимал участие в Русской полярной экспедиции 1900—1902 годов, его имя носит остров Расторгуева.

## Другие формирования, носившие наименование «Якутский»
- Якутская служащая инвалидная команда — сформирована в 1816 году, упразднена в 1920 году, именуясь Якутской местной командой. Стояла в Якутске.
- 42-й пехотный Якутский полк.
- Якутский карабинерный полк — существовал в 1763—1771 годах.